# La Masa (luchador)
Luis María Montanari (7 de abril de 1971; Buenos Aires, Argentina), mejor conocido por su nombre artístico La Masa, es un actor, entrenador, guardaespaldas y luchador profesional argentino, conocido por su participación en el programa de lucha libre 100% Lucha. Montanari también ha luchado en Gigante del Catch bajo el nombre del Gigante de Sudamérica.
Ha sido una vez campeón del Campeonato Peso Pesado de 100% Lucha y del campeonato especial Diamante Orozco.

## Vida privada
Nació el 7 de abril de 1971 en Ciudadela, Buenos Aires, y desde los 5 años migró constantemente junto a su familia a otros países. Según él, se encontraba viviendo en Venezuela cuando tuvo que venir a Argentina.
De su vida privada no se conoce mucho salvo que tiene a cargo dos gimnasios y que es un "gran jugador de rugby", según él. Vivió la mayor parte de su vida en el barrio de Ciudadela, provincia de Buenos Aires.

## Televisión
Comenzó su carrera trabajando en un extinto programa argentino de lucha libre profesional conocido como 100% Lucha. Allí, desde un primer momento su rival más fuerte fue Vicente Viloni. Ganó el cariño de los niños y varias consagraciones como el "Diamante Orosco" y el cinturón de "Campeón de Campeones" en el año 2007. El 30 de diciembre de 2007 se realizó la "Unificación de Títulos", donde lucharían todos los campeones de 100% Lucha y definiría el "Campeón de Campeones" por eliminación directa. Ésta competencia se realizó en el legendario estadio Luna Park donde La Masa peleó la final con Vicente Viloni, perdiendo.
En el mismo ámbito participó en "Gigantes del Catch" siendo reconocido como "El gigante de Sudamérica", programa de lucha similar conducido por Matías Alé.  
Además participó en varios spots publicitarios: desde marcas de automóviles como Peugeot hasta marcas de cervezas como Quilmes, incluso participó en el video musical "Triste" del grupo Carajo. Actualmente realiza presentaciones y participaciones especiales con su propio grupo de luchadores, "La Masa y Sus Luchadores".
Ha participado en varios programas de televisión como invitado, como lo son CQC, ¿Quién quiere ser millonario?, Showmatch, entre otros.

### Carrera en México
La Masa debutó en México el 21 de septiembre de 2023, en la International Wrestling Revolution Group, luchando en la royal rumble por la Copa Argentina, siendo uno de los últimos eliminados.

## Cine
Destacan sus trabajos en “100% Lucha, la película” y “100% Lucha, el amo de los clones”, donde actuó como su personaje de lucha libre.
También participó como extra en las películas Ronda nocturna, "Una cita, una fiesta y un gato negro” y El vagoneta en el mundo del cine. Trabajó también en el film de Daniel de Vega, "Hermanos de Sangre" del año 2012 junto a Juan Palomino, Alejandro Parrilla y Sergio Boris entre otros. Hizo su debut como protagonista encarnando al Cazador en Cazador, la película, de 2019.

## Despido de100% Lucha
Durante su estadía en 100% Lucha, la producción del ciclo decidió desvincularlo sin ninguna causa aparente. El actor se presentó en el programa Intrusos en el espectáculo y allí intentó contar qué fue lo que pasó:

"Los niños hace cinco años que me siguen y me dolió mucho lo que pasó. No sé que quisieron hacer. Me han despedido del programa sin ninguna causa."
Intrusos en el espectáculo

El puntapié del despido habría sido por una cámara oculta que el programa hizo a "La Masa" donde mostraban al luchador como una persona que se tatuaba, comía en abundancia. Aunque esto sería todo una mentira por parte de la producción, ya que el querido luchador dijo que el enmascarado que se veía en la cámara oculta era otro actor. Además afirmó:

"Soy un actor que hace muchos años trabajo en la televisión de Argentina, Bolivia y Chile y esto lo hicieron para desprestigiarme. Me han despedido sin ningún motivo hace un mes. Lo hicieron para dañar mi figura, pero tengo dos gimnasios y seguí trabajando en lo mío."
Intrusos en el espectáculo

Años después, el propio Montanari confesó que no había sido despedido, sino que había sido él quien pidió su salida del programa, alegando que detrás de cámaras había mucha "envidia" por parte de los demás luchadores.

## En Lucha
- Movimiento Final:
  - Mandoble Descendente (Spinning Backfist)

- Movimientos de firma
  - Gorilla Press Slam, por lo general con el oponente sobre un rincón
  - Scoop Slam
  - Guillotinas/lazos/clotheslines
  - Elbow Drop
  - Headlock Facebuster

### Temas de entrada
- "La Masa" de La Banda de 100% Lucha (100% Lucha)
- "Gigante de Sudamérica" (Gigantes del Catch)

## Campeonatos y logros
- 100% Lucha
  - Campeonato de 100% Lucha (1 vez)
  - Diamante Orozco
  - Torneo de "Más de 100 Kilos" (2007)

- El Club de Catch
  - Campeonato El Club de Catch (1 vez)

- Gigantes del Catch / La Masa y sus Luchadores
  - Campeonato Gigantes del Catch (1 vez)